# Герб Быкова
Герб городского поселения Быково — опознавательно-правовой знак, составленный и употребляемый в соответствии с правилами геральдики, служащий символом посёлка Быково.

## История герба
Прежний герб посёлка Быково был утверждён 24 августа 1989 года XIV сессией XX созыва поселкового Совета народных депутатов. На основе герба 1989 года был разработан и утверждён новый герб для современного муниципального образования «городское поселение Быково». Герб утверждён решением Совета депутатов городского поселения Быково от 22 мая 2009 года № 9/3 и внесён в Государственный геральдический регистр РФ под № 4978..

## Описание
Щит перерезан надвое с правой стороны на левую вкось, на котором в верхней голубой части - взлетающий самолёт ЯК-40, а в нижней - серый бык на зеленой траве в красном поле. В вольной части щита - башня Московского Кремля. Символика герба: Бык говорит о названии посёлка, происхождение которого уходит в глубь веков. Тогда для снабжения Москвы из Поволжья и Калмыцких степей перегоняли скот по Рязанскому тракту. На месте нынешнего посёлка после утомительного перехода быков выхаживали, откармливали, набирая убойный вес. Самолёт ЯК-40 в голубом поле показывает то, что в посёлке находится аэропорт «Быково», где данный самолёт начал совершать первые регулярные рейсы. Башня Московского Кремля означает, что посёлок расположен в Московской области.

## Обоснование символики
Поселок Быково расположенный на высоком берегу реки Быковки, впадающей в Москву-реку ведёт свою историю с XIV столетия - впервые Быково упоминается в духовной грамоте великого князя Дмитрия Донского. Изображение в гербе поселения быка указывает на название Быково. Вероятно происхождение названия связано с перегонкой скота из Поволжья и Калмыцких степей в Москву. На просторных лугах, расположенных в междуречье южнее Быково, находился крупный скотопрогонный пункт, где после утомительного пути откармливался скот перед его отправкой в Москву.
Серебряное крыло — символ скорости, подвижности, активности, полета. В гербе городского поселения Быково серебряное крыло символизирует одноимённый аэропорт один из старейших в стране. Хотя эксплуатация аэропорта началась в 1933 году, первый самолёт приземлился здесь ещё в 1923 году. Именно отсюда начали совершать регулярные рейсы первые самолёты ЯК-40.
Серебро — символ чистоты, совершенства, мира и взаимопонимания.
Красный цвет — символ труда, силы, мужества, красоты и праздника.
Голубой цвет — символ чести, благородства, духовности и возвышенности; цвет бескрайнего неба.

В основу современного герба легла композиция герба посёлка Быково, утверждённого Быковским поселковым Советом народных депутатов 24.08.1989 года.